# Università Campus Bio-Medico
L'Università Campus Bio-Medico di Roma è una università privata italiana con sede a Roma, istituita nel 1993 e promossa dall'Opus Dei.
La costruzione dell'ateneo fu incoraggiata da Álvaro del Portillo, vescovo Prelato dell'Opus Dei, con l'obiettivo di realizzare un progetto culturale capace di riproporre al centro delle scienze biomediche il valore della persona.
L'Opus Dei, con le attività di formazione dottrinale e spirituale supporta la missione dell'Ateneo, ne promuove l'identità cristiana e assiste spiritualmente chi vi lavora e lo desidera.

## Storia
Nel 1988 Monsignor Álvaro del Portillo suggerisce ad alcuni professionisti e docenti la promozione di una clinica universitaria a Roma, che offra soluzioni alla realtà del dolore e della malattia, attingendo allo spirito cristiano di servizio.
Lo stesso anno viene creato un primo gruppo di lavoro, denominato "il Pensatoio", con l'obiettivo di dare una risposta concreta al suggerimento di don Álvaro, progettando una realtà di eccellenza e capace di durare nel tempo e nel 1990 avviene la costituzione dell'Associazione Campus Bio-Medico e della Campus Bio-Medico Spa, enti promotori dell'ateneo. Fin dall'inizio, il nuovo Ateneo conta sul sostegno del noto chirurgo e trapiantologo Raffaello Cortesini che diventa primo presidente dell'Associazione Campus Bio-Medico.
Nell'ottobre 1993 presero il via, nella sede provvisoria di via Emilio Longoni, i corsi di laurea in infermieristica ed in medicina e chirurgia. Nel 1994 fu inaugurato il policlinico universitario e, successivamente, i laboratori per la ricerca in campo biomedico. Nel 1999 nacque la facoltà di ingegneria, con il corso di laurea in ingegneria biomedica. Nel 2001 ci fu l'attivazione delle scuole di specializzazione della facoltà di medicina e chirurgia.
Nel 2003 il Presidente della Repubblica Carlo Azeglio Ciampi ricevette al Palazzo del Quirinale i dirigenti e il personale dell'Università in occasione del decimo anniversario della fondazione dell'ateneo. Nel 2007 venne attivato il nuovo corso di laurea in scienze dell'alimentazione e della nutrizione umana. Nel gennaio 2007 Joaquín Navarro-Valls divenne presidente dell’Advisory Board, un comitato di consulenza e indirizzo per l'Università Campus Bio-Medico di cui fanno parte attualmente: (2016) Paolo Arullani (presidente onorario UCBM), Pellegrino Capaldo, Vittorio Caporale, Bruno Dallapiccola, Gianni Letta, Sergio Pecorelli e Mario Preve.
Nel 2008 venne inaugurato il nuovo campus universitario a Trigoria, comprendente il nuovo policlinico universitario ed il Polo di Ricerca Avanzata in Biomedicina e Bioingegneria (PRABB), che sorsero accanto al Centro per la Salute dell'Anziano (CESA), già esistente dal 2001. Sempre nel 2008, venne attivato il nuovo corso di laurea in tecniche di radiologia medica per immagini e radioterapia e, nel 2010, il corso di laurea in ingegneria industriale, propedeutico al corso di laurea magistrale in ingegneria biomedica e in ingegneria chimica per lo sviluppo sostenibile. Nel 2013 venne inaugurato il nuovo Polo della Didattica a vent'anni dalla nascita dell'ateneo.
Nel 2017 il policlinico universitario si dota di un nuovo impianto di trigenerazione in grado di coprire l'intero fabbisogno di riscaldamento e di climatizzazione dell’ospedale ed il 62% delle necessità elettriche dell'ateneo, riducendo del 30% le emissioni di anidride carbonica nell’ambiente.

## Struttura
L'ateneo è organizzato nelle tre facoltà dipartimentali di Medicina e Chirurgia, Ingegneria e Scienze e Tecnologie per l'Uomo e l'Ambiente.

### Sede di via Longoni
Nella sede originaria (1993-2007) dell'Università Campus Bio-Medico, in via Emilio Longoni, oggi resta attivo un polo di radioterapia oncologica.

### Campus universitario a Trigoria
All'inizio del 2008 è stato inaugurato il nuovo campus universitario sorto a Trigoria su terreni in parte venduti ed in parte donati da Alberto Sordi, ai confini della Riserva naturale di Decima-Malafede. Su questi terreni vanno sorgendo gradualmente gli edifici universitari.

#### Centro per la Salute dell'Anziano - CESA
(Alberto Sordi)

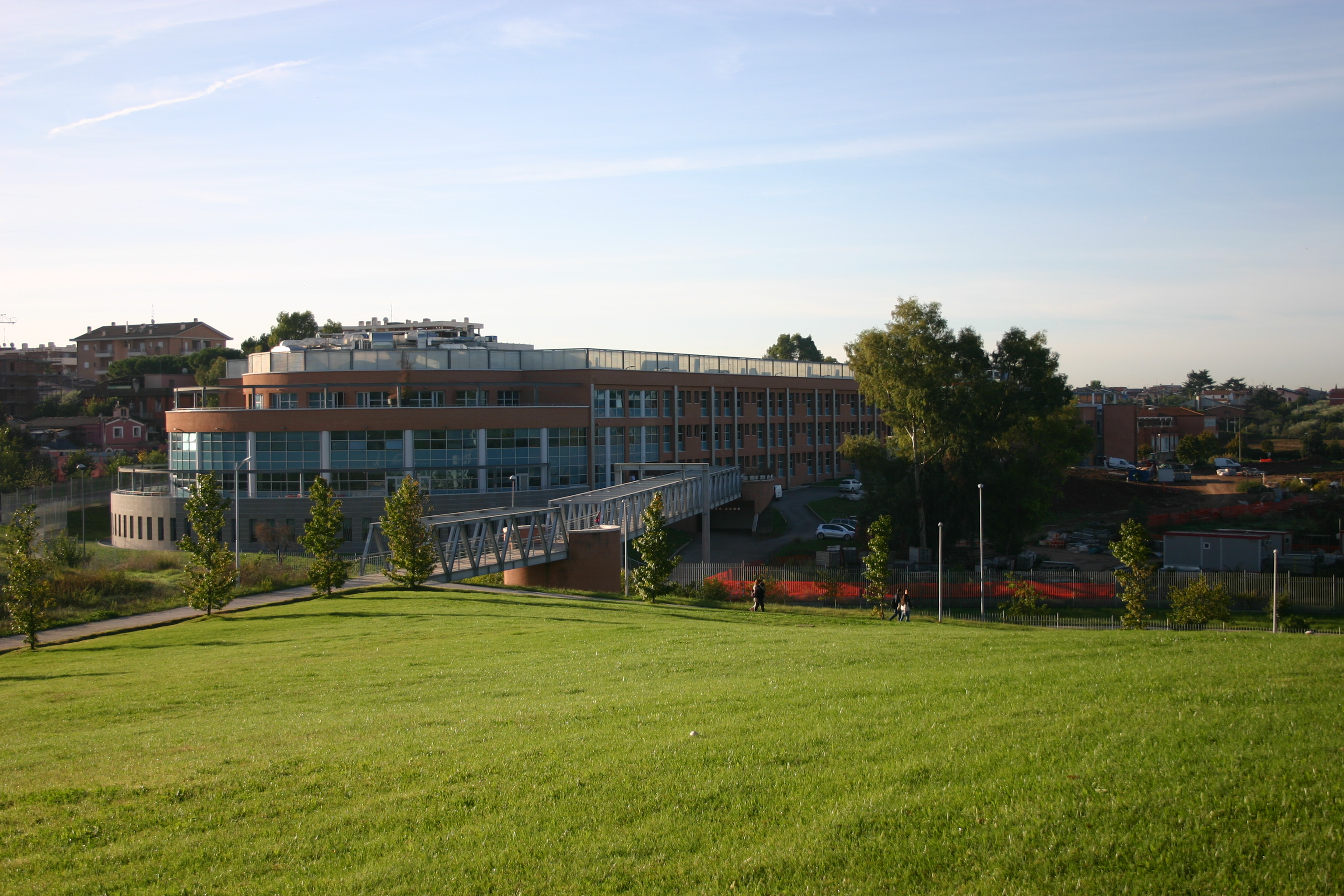
il Polo di Ricerca Avanzata

Il Centro per la Salute dell'Anziano (CESA), inaugurato nel 2001, sorge sui circa otto ettari di terreno donati da Alberto Sordi all'Università Campus Bio-Medico per la realizzazione di una struttura dedicata "all'assistenza medica e alla ricerca applicata alle patologie della terza età". Il CESA, oltre alle attività assistenziali e di ricerca, ospita la Fondazione Alberto Sordi e l'Associazione Alberto Sordi Onlus che vi promuove un innovativo Centro Diurno per Anziani Fragili.

#### Polo di Ricerca Avanzata in Biomedicina e Bioingegneria - PRABB
Questo edificio, inaugurato nel 2007 e destinato in futuro ad ospitare quasi esclusivamente laboratori di ricerca, al momento attuale ospita anche alcune aule, la presidenza, il rettorato, le segreterie per gli studenti e per gli specializzandi, la mensa universitaria e alcuni uffici amministrativi. Ha inoltre una cappella dedicata allo Spirito Santo, con opere scultoree dell'artista Irlandese Dony MacManus e vetrate dell'artista italiana Paola Grossi Gondi; inaugurazione nel 2019. Vi ha sede anche l'Istituto di Filosofia dell'Agire Scientifico e Tecnologico (FAST), una struttura didattica e di ricerca interdisciplinare che, oltre a coordinare l'insegnamento delle discipline umanistiche all'interno dei diversi corsi di laurea dell'ateneo, ha lo scopo di favorire un costante "dialogo fra filosofi, ricercatori e docenti delle diverse discipline scientifiche".

#### Policlinico universitario

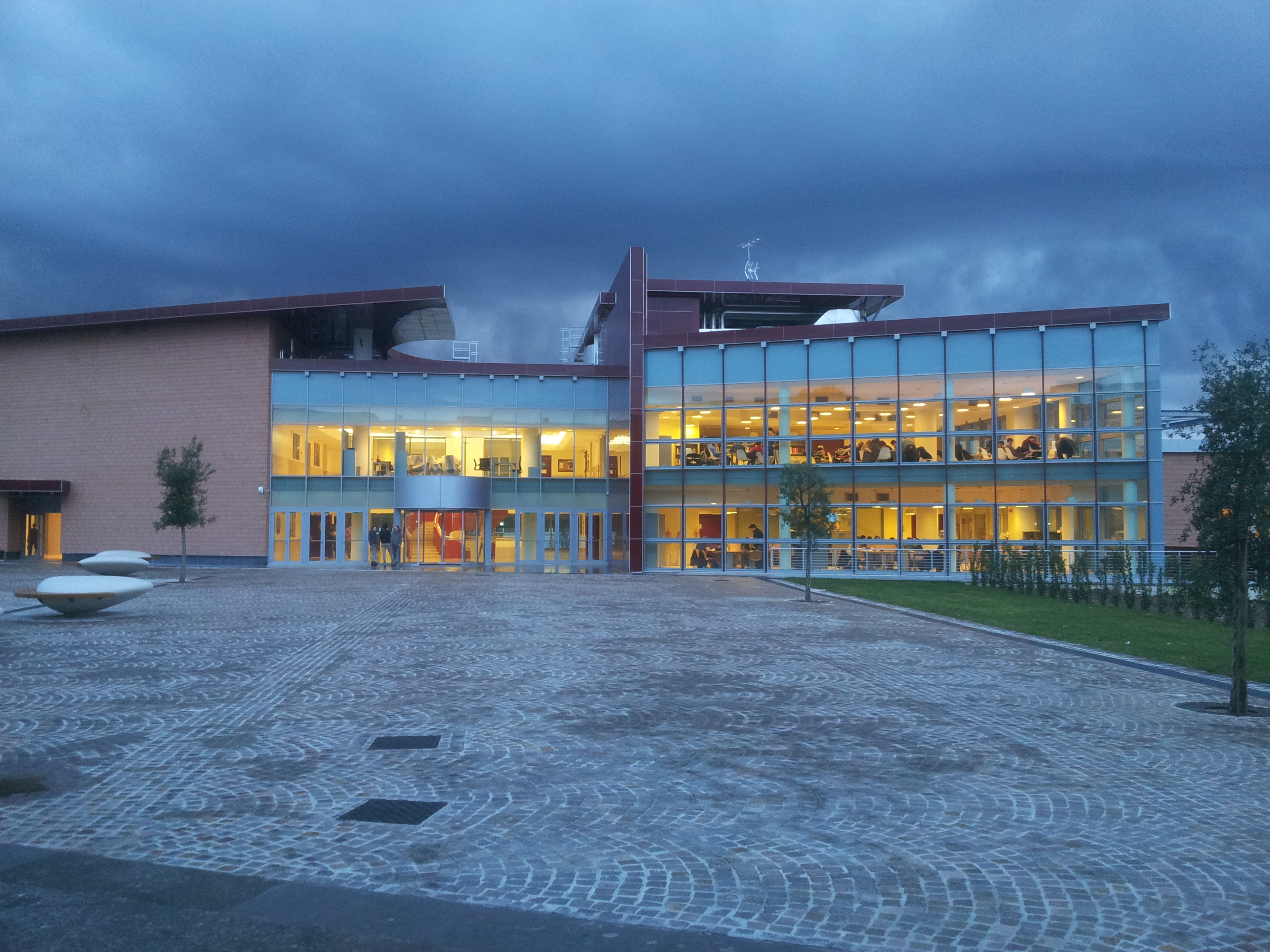
Visione serale del Trapezio con la nuova Biblioteca

Il policlinico universitario del Campus Bio-Medico è convenzionato con il Servizio Sanitario Nazionale. "La struttura è dotata di oltre trenta Unità Operative. Eroga assistenza sanitaria in convenzione con il Servizio Sanitario Nazionale e privatamente. Comprende servizi ambulatoriali, di day-hospital, day-surgery e reparti di degenza organizzati per intensità di cura". A regime potrà arrivare ad ospitare fino a quattrocento posti letto con diciotto sale operatorie.

#### Polo della didattica - Trapezio
Il 13 novembre 2013 il ministro dell'istruzione Maria Chiara Carrozza ha inaugurato, assieme al prelato dell'Opus Dei, Javier Echevarría, una nuova struttura per la didattica di oltre 4500 m² che arricchisce l'ateneo di 13 nuove aule per 1400 posti a sedere, con una biblioteca da 120 postazioni di lettura.
Il complesso architettonico, che sfrutta energie rinnovabili ed è attento all'ambiente, è stato realizzato dagli architetti Ambrogio Risari, Santiago Hernandez ed Eduardo Lopez.

## Polemiche

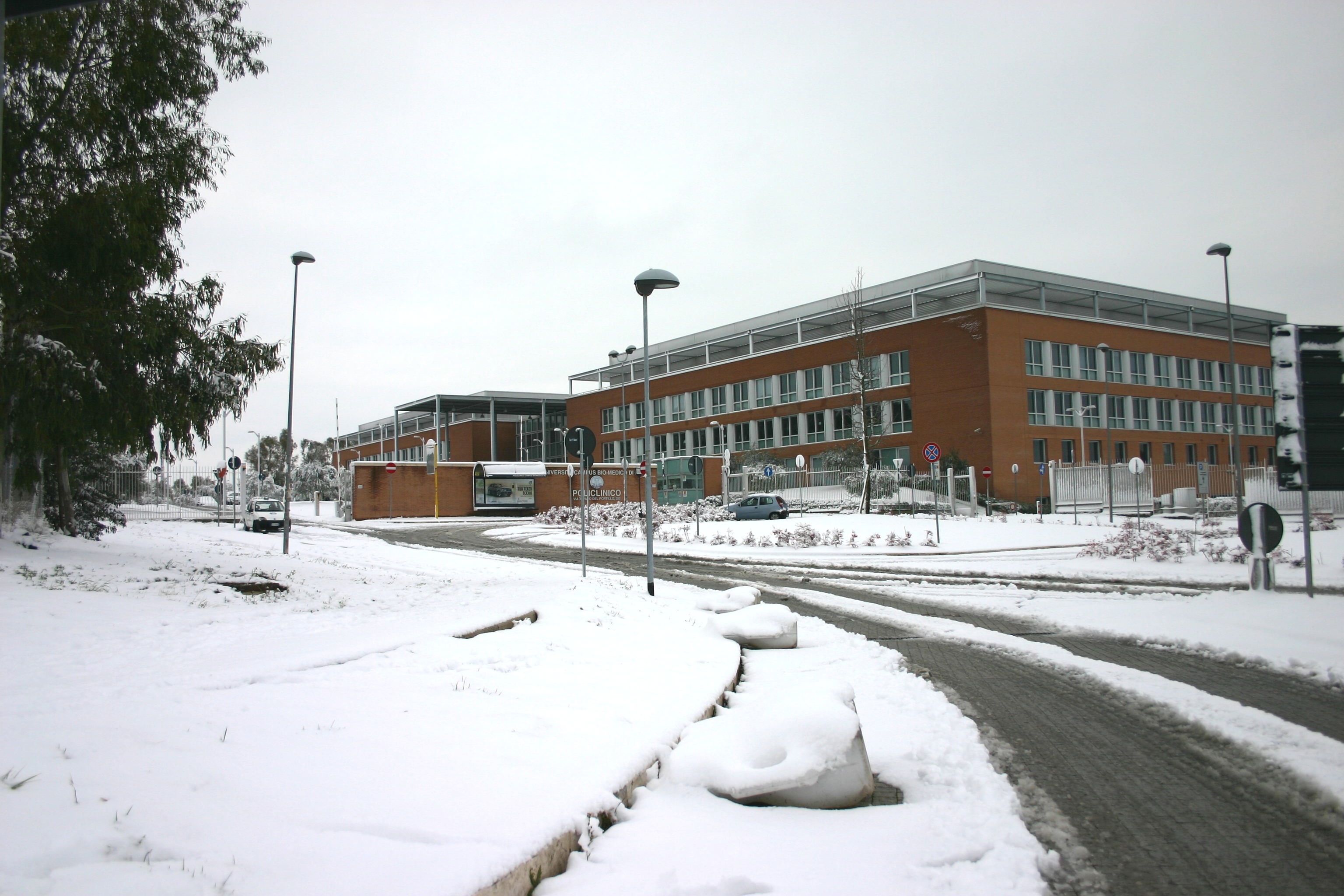
Vista del Campus Bio-Medico durante una nevicata

Nel 2020 il Campus, in particolare la sua scuola di specializzazione in ostetricia e ginecologia, è stato oggetto d'un attacco da parte di AMICA (Associazione Medici Italiani Contraccezione e Aborto), dell'Associazione Luca Coscioni e dell'UAAR poiché vieta nelle proprie aule, avendolo iscritto sul proprio statuto (nella parte chiamata Carta delle finalità), l'insegnamento della pratica abortiva (nonché di quella di eutanasia, di sterilizzazione e di fecondazione artificiale), imponendo, così, di fatto, un'obiezione di coscienza d'istituto, dunque non più personale, contro l'aborto agli/lle specializzandi/e, in violazione della legge in materia. Le associazioni suddette chiesero alle autorità ministeriali ed universitarie, tramite appello, che a tale Campus venisse revocato l'accreditamento ministeriale per la scuola d'ostetricia e ginecologia. La richiesta non fu accolta e la Scuola di specializzazione in oggetto ha continuato a funzionare regolarmente.

## Presidenti
- Umberto Zanni (1993-2001)
- Paolo Arullani (2001-2013)
- Felice Barela (2013-2021)
- Carlo Tosti (2022-in carica)

## Rettori
- Pietro Bucci (1993-1994)
- Giulio Marinozzi (1995-1997)
- Vincenzo Lorenzelli (1998-2013)
- Andrea Onetti Muda (2013-2017)
- Raffaele Calabrò (2017-2022)
- Eugenio Guglielmelli (2022-in carica)